# Escut antic de Mur

Escut de l'antic municipi de Mur

Antic escut municipal de Mur, al Pallars Jussà, que entre 1972 i 2001 passà a ser escut del nou municipi de Castell de Mur. Fou substituït el 30 d'octubre del 2001 per l'escut actual, adaptat a la normativa vigent sobre símbols oficials.

## Descripció heràldica
De gules, un mur d'or.